# Епископална црква Судана
Епископална црква Судана (енгл. Episcopal Church of the Sudan) је једна од хришћанских цркава на тлу јужног и северног Судана. Припада Англиканској заједници, а њен поглавар је Данијел Денг Бул Јак. Има око 4,5 милиона припадника. Седиште је у граду Џуби.

## Историјат
Прва англиканска мисија у Судану отпочела је 1899. у Омдурману, а највише утицаја имала је на становништво на југу земље. Циљ мисије био је ширење хришћанства по овој афричкој држави. На почетку је била под јурисдикцијом Јерусалимске бискупије (до 1920), а након тога под новоформираном Египатско-суданском бискупијом. Године 1945. одвојила се суданска дијецеза. Године 1957. Суданска бискупија стављена је под управу Јерусалимске надбискупије све до коначног осамостаљења 1974. године.

## Подела
Епископална црква Судана подељена је 24 дијецезе на челу са бискупима:
| Дијецеза  | Дијецеза               |
| --------- | ---------------------- |
| Авејл     | Бор                    |
| Квејбет   | Ел-Обеид               |
| Езо       | Иба                    |
| Џуба      | Кадугли и Нубијске пл. |
| Каго Каџу | Картум                 |
| Лаиња     | Луј                    |
| Малакал   | Мариди                 |
| Мундри    | Порт Судан             |
| Реџаф     | Ренк                   |
| Рокон     | Румбек                 |
| Торит     | Источни Твик           |
| Вав       | Јамбјо                 |
| Јеј       | Јирол                  |